# The Speed Kings
The Speed Kings (também conhecido Teddy Telzlaff and Earl Cooper, Speed Kings) é um filme mudo norte-americano de 1913 em curta-metragem, do gênero comédia, dirigido por Wilfred Lucas.